# Haabersti (Stadtbezirk)

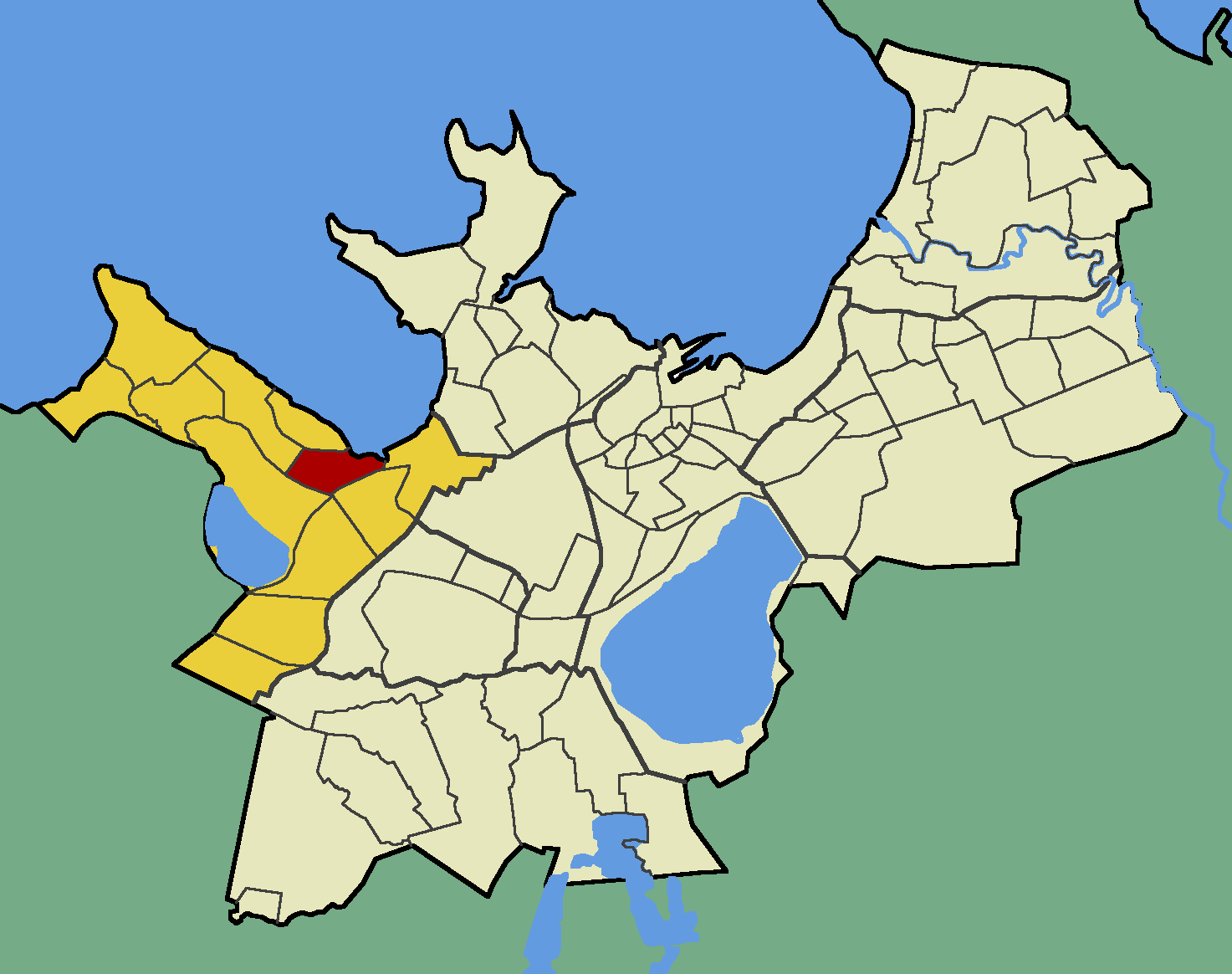
Der Bezirk Habersti (rot) im gleichnamigen Tallinner Stadtteil Haabersti (gelb)

Der Stadtbezirk Haabersti (Haabersti asum) liegt im gleichnamigen Stadtteil Haabersti (Haabersti linnaosa) der estnischen Hauptstadt Tallinn.

## Beschreibung
Der Stadtbezirk hat 570 Einwohner (Stand 1. Mai 2010). Er grenzt im Norden an die Bucht von Kopli (Kopli laht). Sein historischer deutscher Name lautet Haberst bzw. Habers Hof.
In Haabersti befindet sich die 2001 fertiggestellte Multifunktionshalle Saku Suurhall. Sie ist mit einem Fassungsvermögen von über 10.000 Besuchern die größte ihrer Art in Estland. Dort finden regelmäßig Sportveranstaltungen und Konzerte statt. Die Halle war im Mai 2002 Austragungsort des 47. Eurovision Song Contest.
Die Saku Suurhall steht neben dem modernen Einkaufszentrum Rocca al Mare kaubanduskeskus mit seiner Verkaufsfläche von 54.000 Quadratmetern. Es öffnete 1998 seine Türen.

## Geschichte
Habersti gehörte bereits 1265 in die Grenzen der Stadtmark von Tallinn (deutsch Reval). Im 16. oder 17. Jahrhundert wurde es Stadtgut. 1969 wurde es der estnischen Hauptstadt eingemeindet.

## Bilder

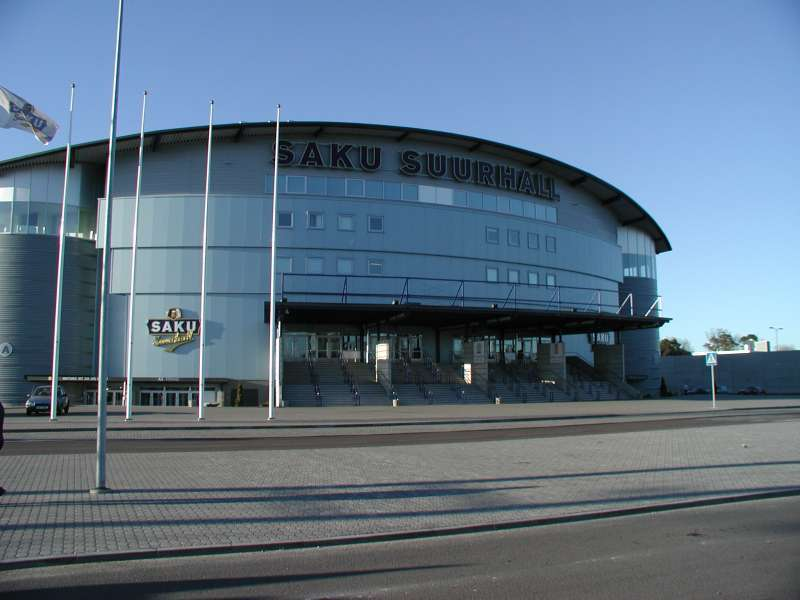
Die Multifunktionshalle Saku Suurhall
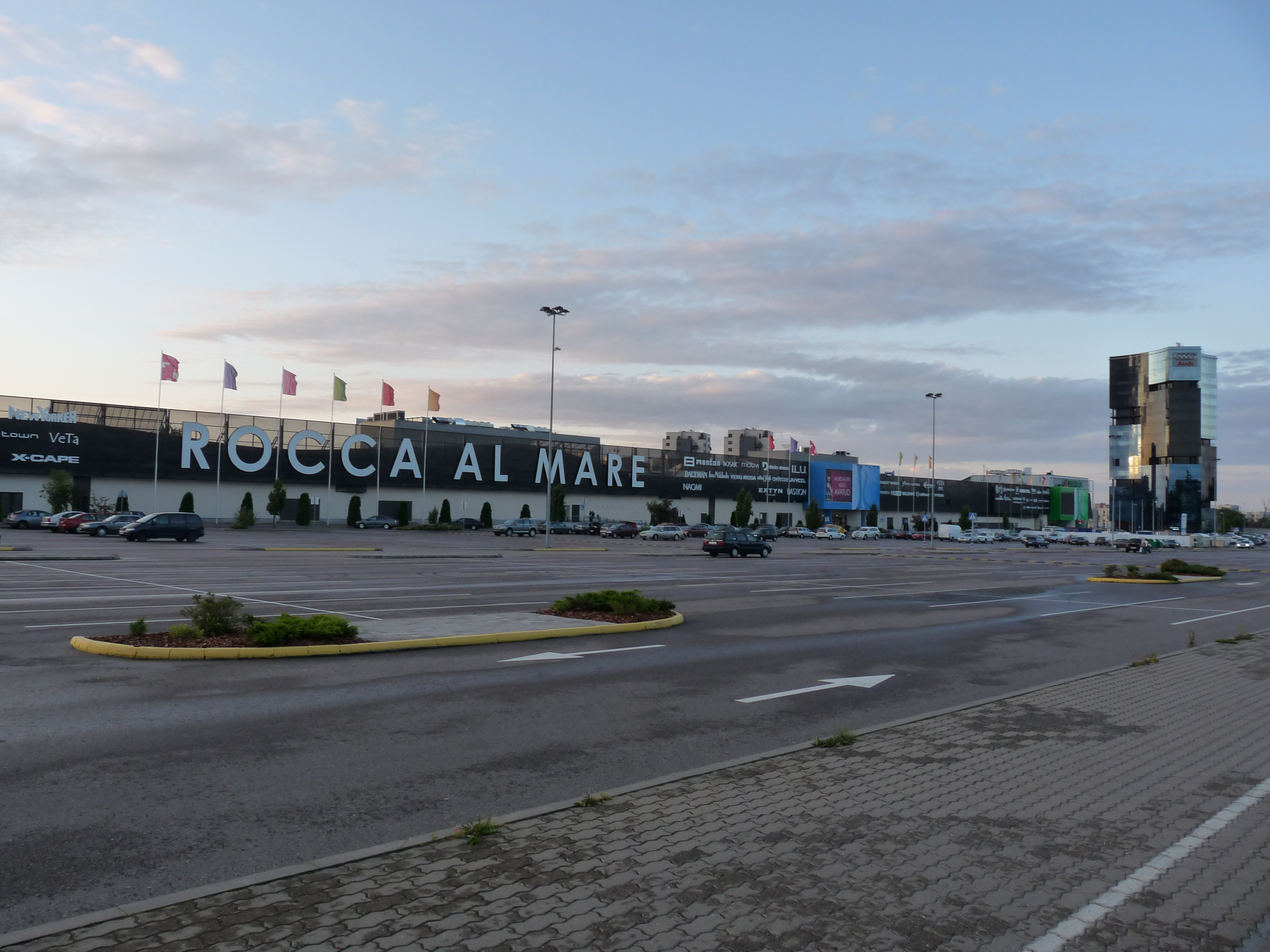
Rocca al Mare Einkaufszentrum
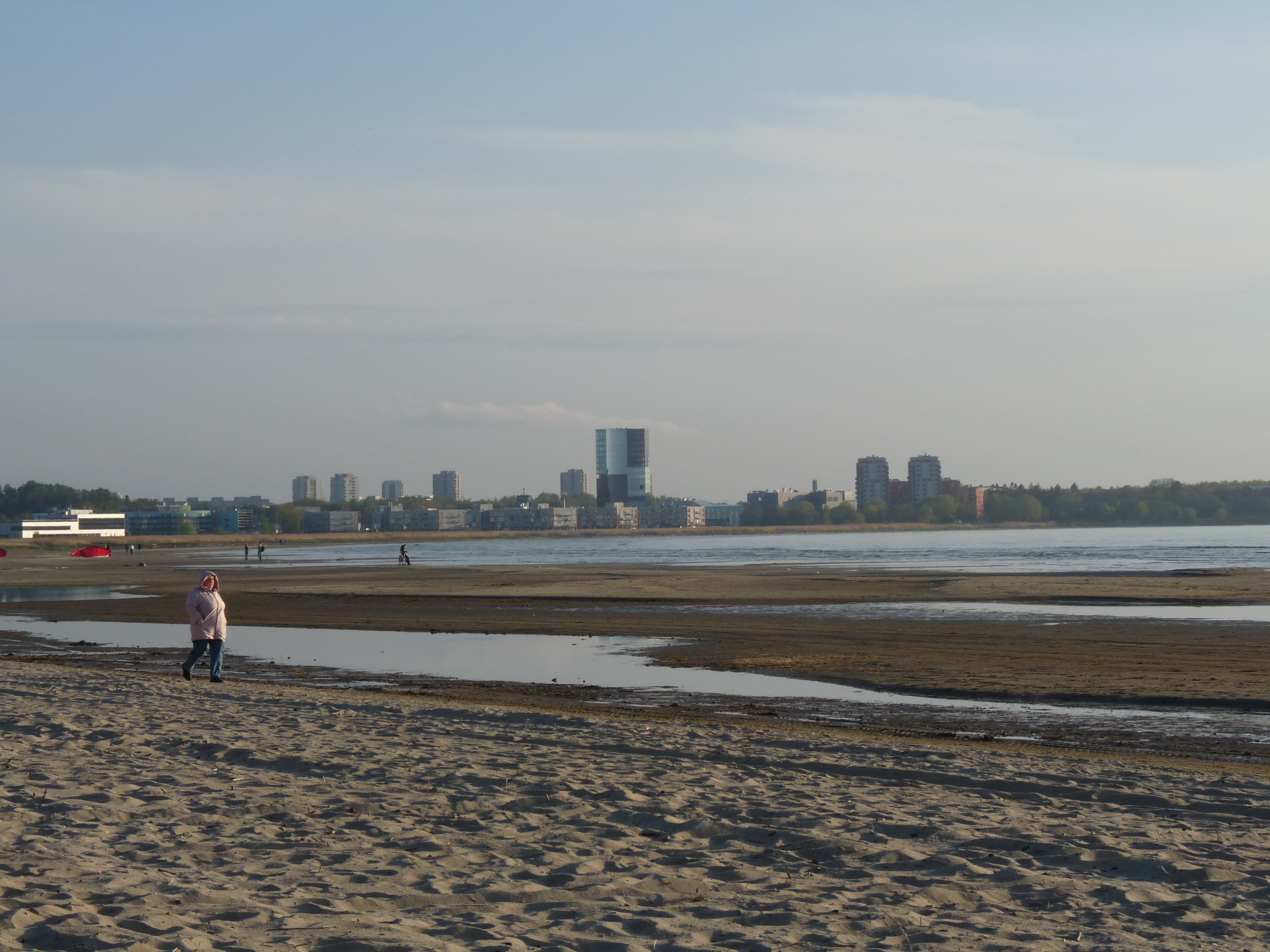
Blick über die Ostsee auf den Stadtbezirk Haabersti